# Wipptal (Bezirksgemeinschaft)

Südtirol mit der Bezirksgemeinschaft Wipptal in Grün

Die Bezirksgemeinschaft Wipptal (italienisch Comunità comprensoriale Alta Valle Isarco) ist ein Zusammenschluss von sechs Gemeinden im Südtiroler Teil des Wipptales sowie seinen Seitentälern in Italien. Sie wurde 1980 von der Bezirksgemeinschaft Eisacktal abgetrennt. Als (nach Gemeinden- und Bevölkerungszahl) kleinste der acht Bezirksgemeinschaften Südtirols umfasst sie ein Gebiet von 650 km² mit rund 20.000 Einwohnern (Stand 2014). Hauptort und Sitz der Verwaltung ist Sterzing.
Die Gemeinden der Bezirksgemeinschaft sind: Brenner, Franzensfeste, Freienfeld, Pfitsch, Ratschings und Sterzing.